# Kælk under vinter-OL 2022 – Single – Damer
Single for damer under kælk under vinter-OL 2022 i Beijing fandt sted den 7. og 8. februar 2022. Konkurrencen blev afholdt i Xiaohaituo Bobsleigh and Luge Track ved Yanqing, nord for Beijing.
Tyske Natalie Geisenberger er forsvarende mester, fra både 2018 i Pyeongchang og 2014 i Sotji. Ingen kvindelig kælker har nogensinde vundet tre individuelle olympiske guldmedaljer. Ved World Cuppen i 2021 blev hun nummer 3, selvom hun vandt sæsonens sidste løb før legene. Julia Taubitz vandt verdensmesterskabet, hvor canadiske Madeleine Egle blev nummer to. Sølvvinderen ved 2018, Dajana Eitberger, missede en sæson på grund af graviditet; hun vendte derefter tilbage til konkurrencer, men sluttede udenfor top-10 i World Cuppen og kvalificerede sig derfor ikke til OL. Bronzemedaljevinderen fra 2018, Alex Gough, trak sig tilbage fra konkurrencer.